# Animismus (Psychosomatik)
Animismus ist ein neuzeitlicher, um 1780 in Frankreich als Bezeichnung für die Anima-Lehre von Georg Ernst Stahl (1659–1734) eingeführter Begriff, nach dem unter Berücksichtigung des Leib-Seele-Problems alle Lebensvorgänge von einer unsterblichen, dem Menschen gleich gebildeten Seele geleistet werden. Der Begriff ist abgeleitet von lateinisch anima ‚Seele‘, ‚Atem‘, ‚Lufthauch‘, ‚Wind‘. Die anthropomorphe Theorie betrachtet die Seele als oberstes Prinzip des lebenden Organismus. Man kann diesen Begriff auch bis auf Aristoteles (um 384–322 v. Chr.) und die Vorsokratiker zurückführen. Aristoteles unterschied zwischen einer animalen und einer vegetativen Seele, siehe die auf ihn zurückgehende Schichtenlehre.

## Psychologische, ethnologische und naturphilosophische Vorbemerkungen
Stahls psychologisch interpretierbare Theorie steht selbstverständlich auch in Zusammenhang mit gewissen allgemeinen Kennzeichen des Animismus. Nach Eugen Drewermann macht es das Wesen des Animismus in psychologischer Hinsicht aus, dass alle umgebenden Lebewesen durch eine menschliche Grundfähigkeit projektiv als beseelt und per Identifikation als gleichgesetzt mit den (unbelebten) Dingen der Umwelt erlebt werden. Damit versucht Drewermann den Begriff Animismus von seiner verbreitert pejorativen Bedeutung zu befreien, die in ihm nur ein Vorstadium wissenschaftlicher Erkenntnisse bzw. eine unentwickelte Einstellung bei sog. „primitiven Völkern“ oder eine Entwicklungstheorie bei Kindern erkennt. Der Animismus stehe in Beziehung zum Traumerleben, in dem die Grenzen des individuellen Bewusstseins gegenüber der Außenwelt aufgehoben seien und das Gefühl einer ursprünglichen Einheit und mystischen Verbundenheit, ja sogar einer Harmonie zwischen Psyche und Kosmos bestehe. Diese Fähigkeit schließe divinatorische Eigenschaften, so z. B. in der Orphik bzw. in den hellenistischen Mysterien, mit ein. Der seit Hippokrates von Kos bis in die Neuzeit bestehende Somatismus wurde durch Übernahme vorsokratischer Grundannahmen der griechischen Naturphilosophie und ihrer Lehre von den Urstoffen erweitert und bereichert.

## Stahls Lehren
Stahls Theorie erschütterte die alten Krankheitslehren, die seit Hippokrates auf einem Somatismus beruhten. Neben der somatischen Sichtweise von Geisteskrankheiten, die Stahl als „sympathisch“ – d. h. sekundär durch Erkrankung von Organen verursacht – ansah, wies er auch auf eine primär-idiopathische Genese der Nervenkrankheiten hin, die er als „pathetisch“ bezeichnete, und die auch als funktionell angesehen werden kann – nach Stahl also ohne Organbeteiligung. Die vernünftige Seele bewirke sogar die unbewussten Bewegungen des Organismus. Auch wenn diese Lehren schon zu Lebzeiten Stahls stark umstritten wurden, wie etwa durch seinen Studienfreund Friedrich Hoffmann, so blieb die Medizin seither doch stets konfrontiert mit einer aktiv-selbständigen seelischen Kraft. Stahl nannte das Prinzip der Seele auch Anima rationalis, Vis vitalis, Natura oder Spiritus animalis, das den mechanischen und chemischen Vorgängen im Körper als dirigierende Instanz übergeordnet ist, also nicht mechanisch und nicht chemisch ist. Vor Stahl wurde der Begriff Spiritus animalis bereits von René Descartes und nach ihm z. B. von David Hume gebraucht. Kritisch setzte sich Robert Whytt damit auseinander. Die physikalischen (mechanischen) und chemischen Reaktionen wurden nach Stahls Auffassung durch die Anima rationalis in Gang gehalten. Krankheit stelle einen Kampf der Seele gegen die schädlichen Einflüsse dar. Krankheitssymptome seien daher nicht nur ein Zeichen von Krankheit, sondern auch Ausdruck von Heilsanstrengungen der Anima rationalis. Diese Anstrengungen könnten auch über das Ziel hinausgehen, weil die Anima durch Gemütsbewegungen wie Schreck und Zorn getäuscht werden könne. Diese würden ggf. krankmachend auf die Anima einwirken. Mechanische Einflüsse werden von Stahl nicht bestritten, jedoch zur Interpretation organischer Abläufe als ungenügend angesehen.

## Rezeption
Die Unterscheidung Stahls in zwei verschiedene Wirkprinzipien führte zu zwei verschiedenen Forschungsansätzen. Das Wirkprinzip der „Anima“ führte zu späteren psychologischen Ansätzen. Das herkömmliche Wirkprinzip der Iatrophysik und Iatrochemie und die Unterscheidung vom Animaprinzip aktivierte in der Folgezeit die somatischen Forschungen.
Dass im 18. Jahrhundert viele Theoretiker der psychogenen Verursachung auftraten wie etwa Christian Gottlieb Ludwig (1709–1773), Johann Friedrich Zückert (1737–1778), Johann Gottfried Langermann (1768–1832) oder Andrew Harper († 1790) wird z. B. von Erwin H. Ackerknecht auf Stahl zurückgeführt. Harper wird bereits als Vertreter der Psychiker angesehen. In der Folgezeit haben die Psychiker eher die psychologische und psychosoziale (moralische) Seite psychischer Krankheit aufgegriffen. Die primär-idiopathische Genese der Nervenkrankheiten wurde später als Lehre von den endogenen Psychosen durch die klassische deutsche Psychiatrie übernommen.
Die somatischen Ansätze, die sich durch die Lehre Stahls ergaben, wurden von verschiedenen Richtungen weiter erforscht. Die von Stahl als göttliches Wirkungsprinzip der Seele (Anima) angesehene Fähigkeit wurde dabei in der Folgezeit neutraler als „Kraft“ bezeichnet, womit auch eine naturwissenschaftliche Betrachtungsweise nicht ausgeschlossen war. Dieses Stadium der Fortentwicklung wird auch als Psychodynamismus bezeichnet. – So haben insbesondere die Vitalisten der Schule von Montpellier den funktionellen bzw. physiologischen Forschungsansatz entscheidend in naturwissenschaftlicher Hinsicht beeinflusst. Der im medizinischen Sprachgebrauch umgangssprachlich häufig mit dem Animismus gleichgesetzte Vitalismus grenzt sich jedoch insofern vom Animismus ab, als nach dem Stand der physiologischen Experimente durch Francis Glisson, Robert Whytt und Albrecht von Haller die seelischen Krankheiten nicht mehr als unmittelbare Wirkung einer metaphysisch verdeckten vernünftigen Seele aufgefasst wurden. Diese Krankheiten wurden ebenso wie die vernünftige Seele vielmehr als Ausdruck eines übergreifenden principe vital gesehen und somit einer empirischen Forschung zugänglich. Zu praktischer und allgemein-medizinischer Bedeutung gelangten die Theorien Stahls auch bei den schottischen Klinikern Robert Whytt (1714–1766) und William Cullen (1710–1790). Für sie war der funktionelle Gesichtspunkt ebenfalls in naturwissenschaftlicher Hinsicht bedeutsam. Die dabei wirksamen seelischen Kräfte wurden physikalisch im Sinne eines Kausalzusammenhangs als organisch-neurologisch bedingte Störungen aufgefasst, siehe den von Cullen entscheidend geprägten Begriff der Neurose. Man kann daher Whytt und Cullen auch frühe Somatiker bezeichnen.